# Gustave Adolphe Désiré Crauk

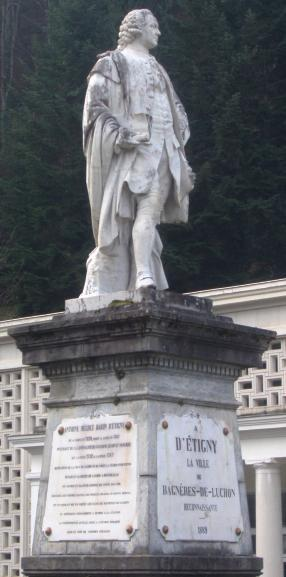
Estatua de Antoine Mégret d'Etigny del escultor Gustave Adolphe Désiré Crauk, realizada en 1889 y situada en la plaza de las Thermes en Luchon.

Gustave Adolphe Désiré Crauk, (Valenciennes, 16 de julio de 1827- Meudon, 17 de noviembre de 1905) fue un escultor francés. 

## Biografía
Animado por el éxito de su hermano, el pintor Charles Alexandre Crauk, primero estudió en la Academia de Pintura y Escultura de Valenciennes con el famoso Jean-Baptiste Carpeaux. A continuación, fue admitido en la École nationale supérieure des beaux-arts de París en 1846. Alumno de James Pradier, ganó el Premio de Roma de escultura en 1851, obteniendo una beca para estudios hasta 1856 en Italia. 
Edmond About comentó sobre su exposición de 1857 donde el artista presentó un bello grupo en bronce: «en el estilo de su primer maestro (Pradier) y dos bustos que David estaría satisfecho con ellos; el mariscal y duque de Coigny y el mariscal Aimable Pélissier, duque de Malakoff. También destacó un medallón de la señorita Favart». 
Justo, Crauk realizó un busto para la tumba de Edmond About en el cementerio de Père-Lachaise, que también le implicó en otras dos obras junto para las tumbas de León Bechard y Joseph Samson. 
Es sobre todo conocido por sus numerosas obras de encargo: monumentos para ciudades y bustos de personajes. Varios bustos están expuesto en el Senado: Alphonse de Lamartine, Henri-Alexandre Wallon, Louis Faidherbe, Denis Pasquier, Aimable Pélissier, Élie Decazes.
Esculpió el Grupo de las Tres Gracias para el vestíbulo de la Ópera de Lille. 
En 1903, su ciudad natal le dedicó un museo que fue destruido en 1940. Las colecciones se reagruparon en el Museo de Bellas Artes de Valenciennes.
Fue enterrado en el cementerio de San Roque (Valenciennes). Su tumba y la de su esposa, están situadas detrás de la casa del guarda. 

## Obras

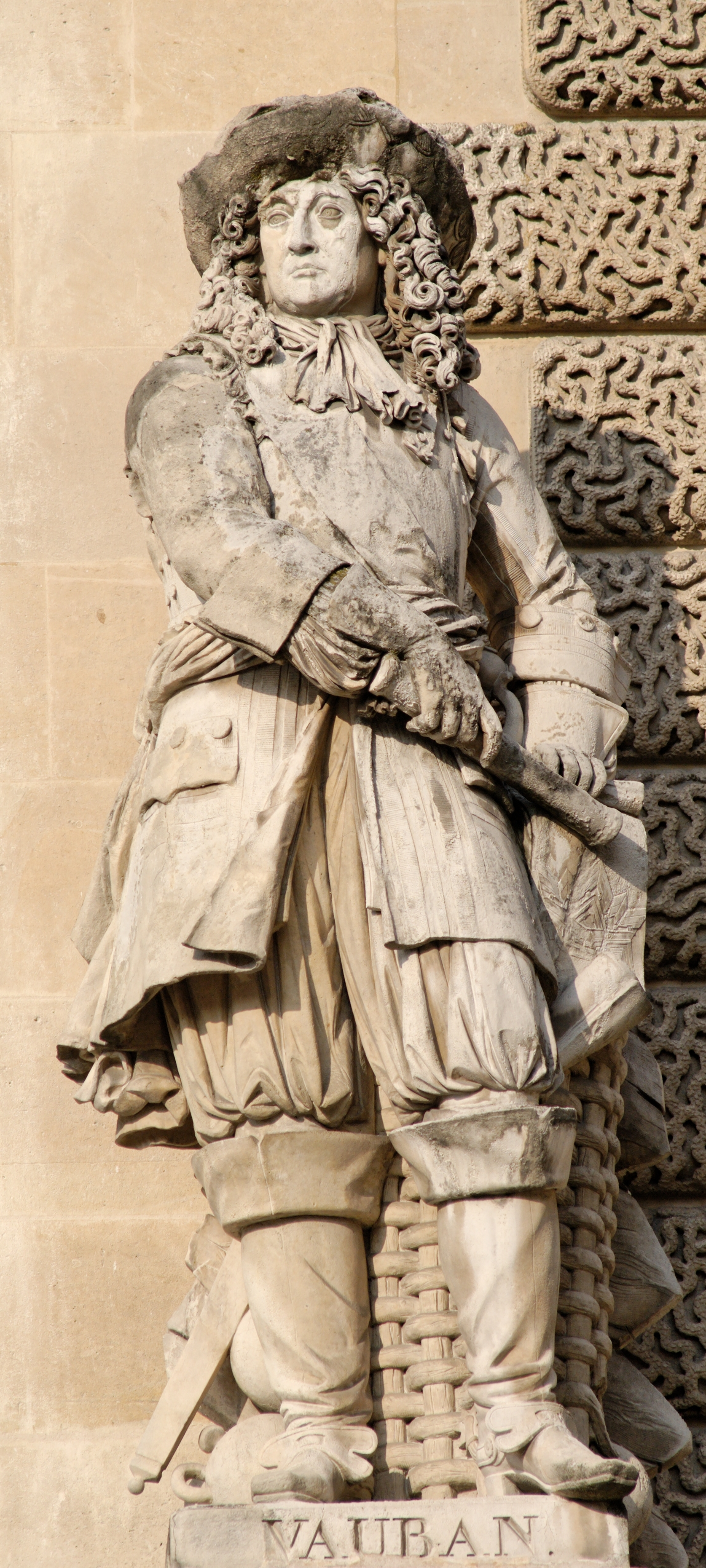
Vauban por Crauck, Cour Napoléon del Palacio del Louvre

- Fontaine du bassin Soufflot:[1] grupo en bronce, con chorro de agua de 1862, instalada en 1864 en la plaza Edmond Rostand en París y reproducida en Cheptainville. Une maqueta en yeso estuvo expuesta en la Exposición Universal de París (1878).
- Général Chanzy personaje importante.[2] erigido en 1885 pa la ciudad de Mans en memoria de los combatientes de la segunda armada de Loire, comandada por el general Chanzy quien, después de dos jornadas de combates heroicos el 11 y el 12 de enero de 1871, tuvo que retirarse a Laval.[3]
- Antoine Mégret d'Etigny : mármol blanco, en la plaza de las thermes, en Luchon, 1889.
- Tumba del cardenal Lavigerie  : En la basílica Saint Louis de Carthage, 1899.
- Retrato del mariscal Achille Baraguey d'Hilliers : en Tours
- Monumento A. Vallée.
- El combate del centauro, grupo en mármol, interior de la Mairie du 6ème de París.
- Estatua de Edmond About, en su sepultura, cementerio de Père Lachaise en París.
- Busto de Joseph Samson (actor) en el cementerio de Montmartre en París.
- Busto de Jules Auguste Béclard (médico), en el cementerio de Père Lachaise en París.
- Le Matin.
- Maurice Lebon.
- Père du Lac, jesuita (1835-1909).
- Retrato de Marguerite Crauk, esposa del artista, 1865.
- Le Faune à l'amphore.
- Gisant de Marie Lantoine.
- Monumento de Gaspard de Coligny (1519-1572).
- Grupo de Pères blancs.
- Le Christ montrant ses plaies.
- Pyrrhus enfant confié au roi Glaucias.
- El Dolor. Tumba de Léon Béchard en Père Lachaise (1864).
- La chasse au lion.
- Tumba de Jules Machard.
- Gisant de Marie Lantoine.
- Douai et Dunkerque.
- Figures ailées portant les armes impériales (1870).
- La Comédie et la Tragédie (1869).
- La Danse et la Musique (1869) para el teatro imperial de Compiègne
- Force et la Prospérité renaissantes sous le règne de la Loi (1870).
- Comtesse Marguerite de Flandres para el hospital Notre Dame de Seclin (1880).
- Mausolée de Pierre Giraud, arzobispo de Cambrai (1888).
- Retrato de madame Utako Sama.
- Les Grâces portant l'Amour.
- Le baiser, grupo de yeso patinado, 79 x 70 x 62 cm, Palacio de Bellas Artes, Lille.
- La Jeunesse et l'Amour.

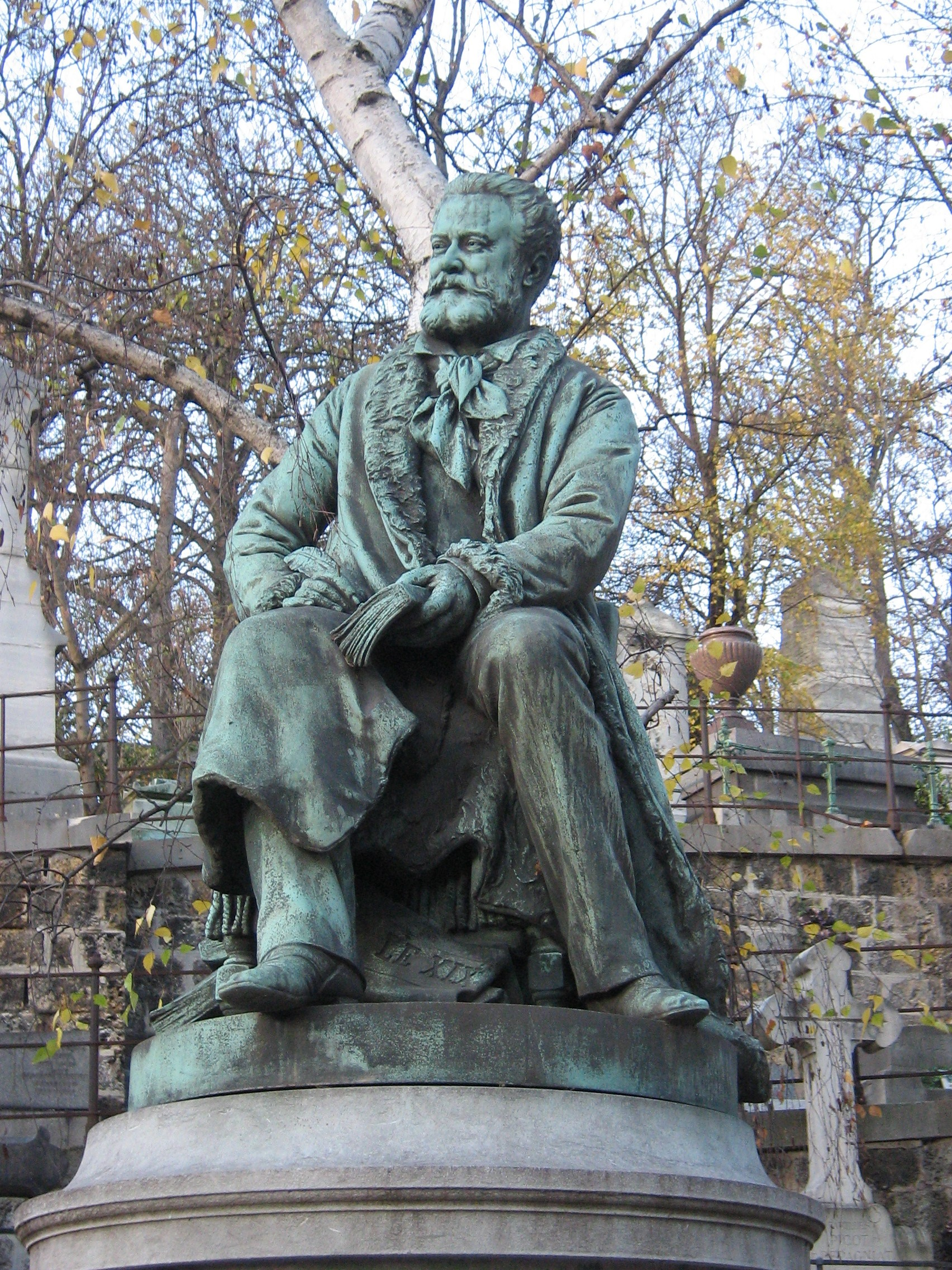
Estatua de Edmond About, decorando su sepultura en el cementerio de Père Lachaise en París.
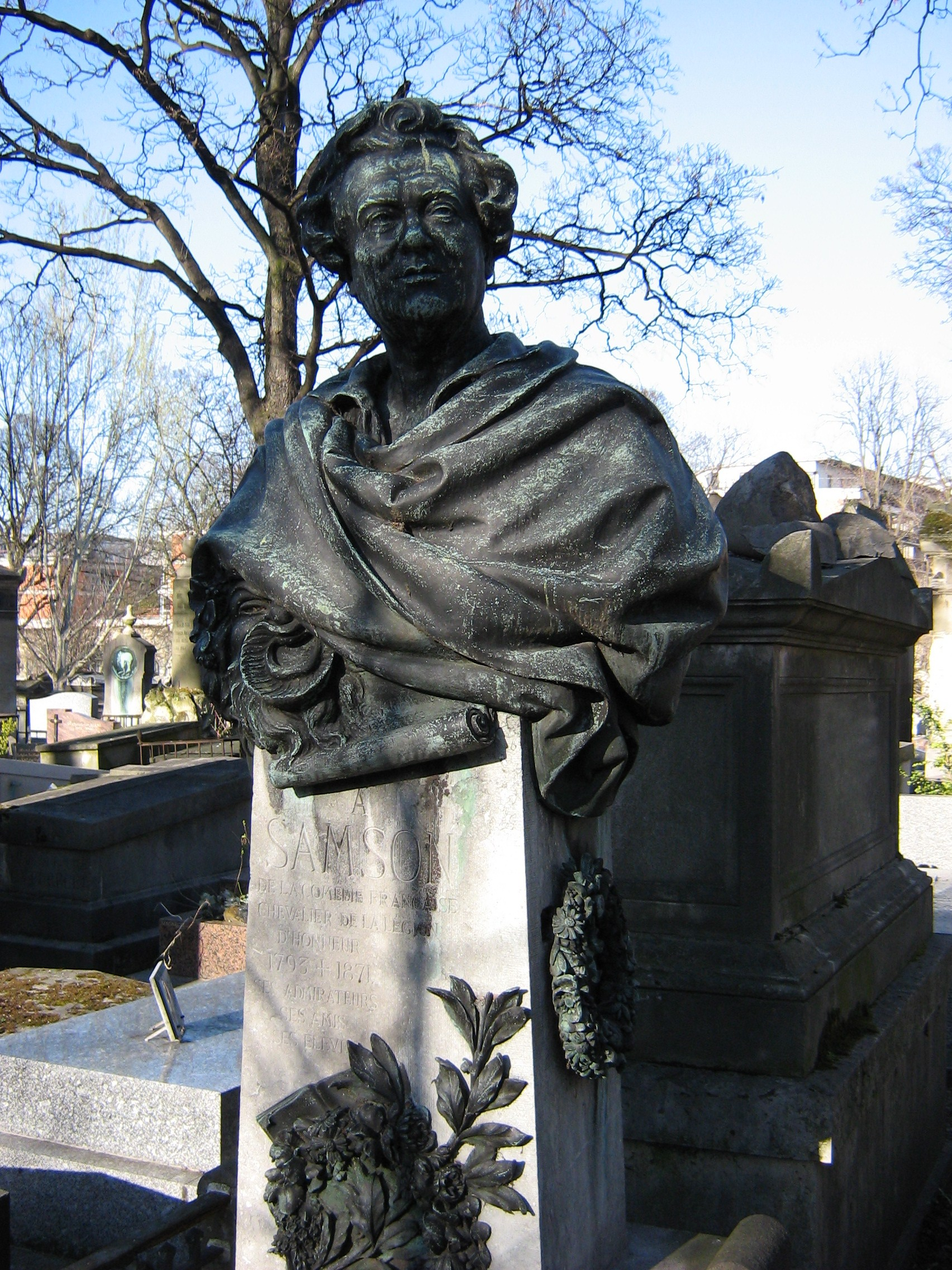
Busto de Joseph Samson por Crauk, cementerio de Montmartre en París.
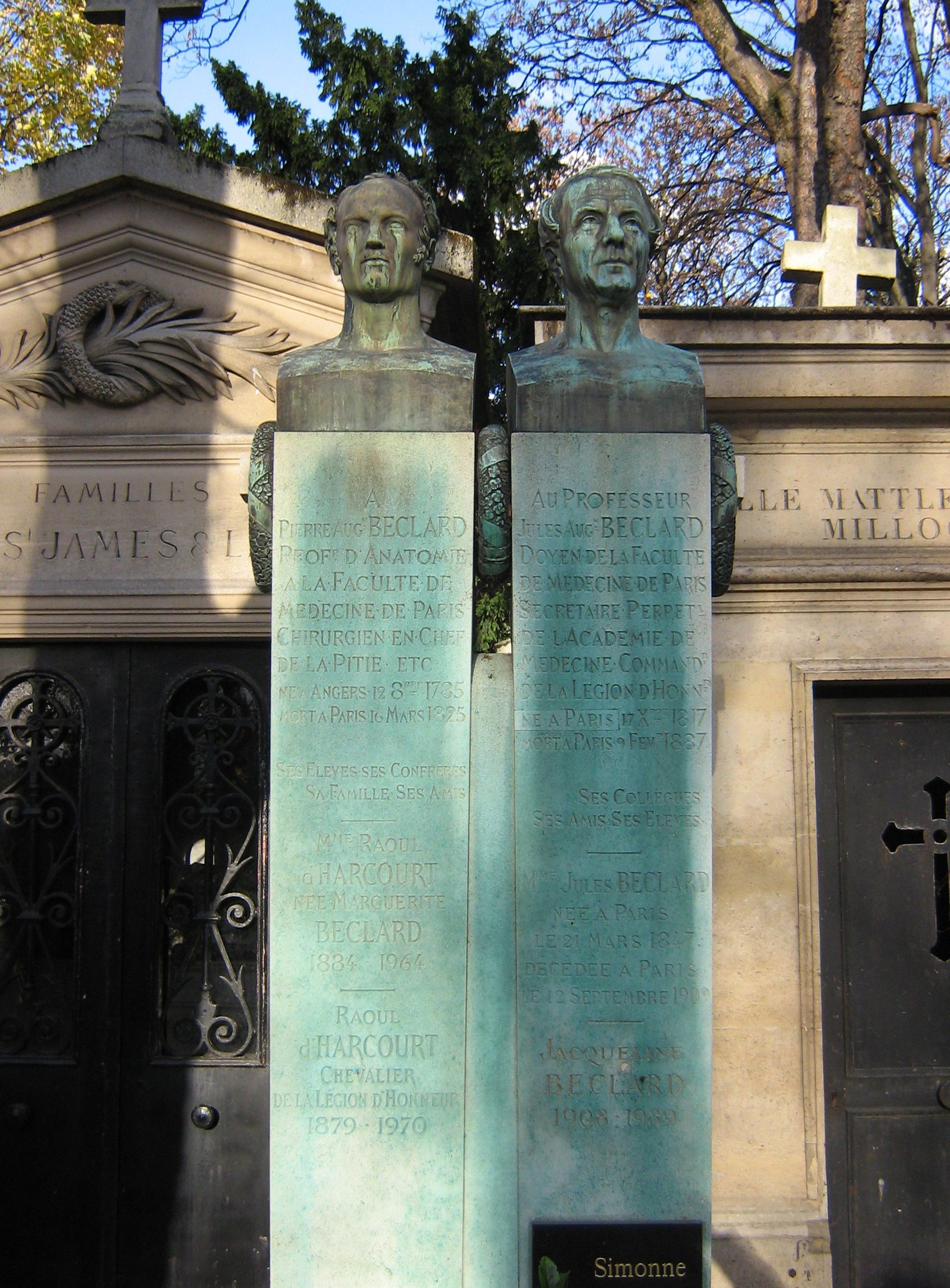
Busto de Pierre Auguste Béclard (y Jules) por Gustave Crauk, cementerio de Père Lachaise en París.
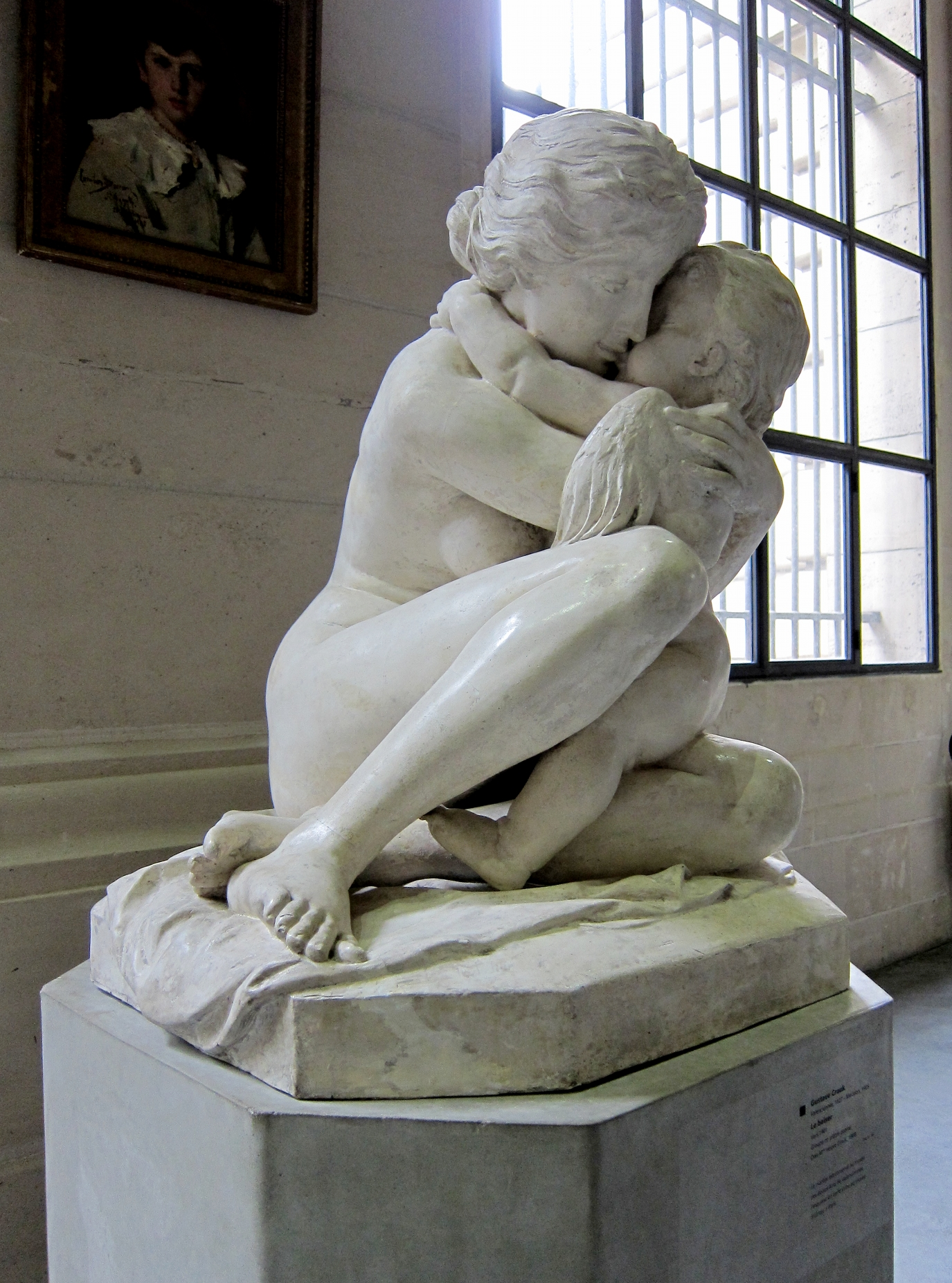
Le baiser, Palacio de Bellas Artes de Lille